# Західно-Вергунське газоконденсатне родовище
Західно-Вергунське газоконденсатне родовище — одне з малих родовищ у Луганській області України.

## Опис
Розташоване на околиці обласного центру, поряд із Вергунським родовищем, перетвореним після випрацювання запасів на підземне сховище газу. Відноситься до Красноріцького газоносного району Східного нафтогазоносного регіону України.
Розвідка на Західно-Вергунській площі розпочалась у 2001 році з буріння свердловини № 500. Станом на 2004 рік було споруджено 6 свердловин, три з яких виявились успішними та відкрили поклади вуглеводнів на глибині 2700 метрів. Прогнозні ресурси родовища оцінювались на рівні 2 млрд м³ газу.
Роботи здійснювало ГПУ «Шебелинкагазвидобування» ДК «Укргазвидобування». Останній компанії у 2011-му видано право на розробку Західно-Вергунського родовища терміном на 20 років. Наступного року об'єкт введений у промислову експлуатацію. Для забезпечення видобутку тут споруджена установка комплексної підготовки газу.
В 2014 році внаслідок бойових дій на Донбасі ГПУ «Шебелинкагазвидобування» втратила контроль над родовищем. 